# Kiki Smith
Kiki Smith (ur. 18 stycznia 1954 w Norymberdze) – amerykańska intermedialna artystka niemieckiego pochodzenia. Rzeźbiarka, autorka grafik, instalacji, asamblaży, obiektów, autorskich książek, fotografii.

## Życiorys
Kiki Smith pracuje i mieszka w Nowym Jorku, gdzie w 1976 roku zaczęła swoją działalność jako artystka. Od dzieciństwa związana była ze sztuką ze względu na swego ojca, który był rzeźbiarzem minimalistycznym (Tony Smith) i matkę, aktorkę i piosenkarkę opery amerykańskiej (Jane Smith).
Pod koniec lat siedemdziesiątych brała udział w doświadczeniach Collaborative Projects Inc, nazywanej częściej COLAB – grupy artystów pracujących poza systemem galerii, zajmujących się sztuką o zagadnieniach psychologicznych i socjalnych. W 1980 COLAB zorganizowała wystawę „Times Square Show” w jednym z opuszczonych budynków na Times Square. To właśnie przy tej okazji Kiki Smith zrealizowała swoją pierwszą pracę związaną ze studiem ciała, której tematyka zainspiruje ją do wykonania następnego dzieła: ciało rozczłonkowane, roztargane, ukazane w ukrytych swych częściach, nie wykluczając płynów i wnętrzności. Jej wizja człowieczego ciała, to połączenie urojeń naukowych dziewiętnastowiecznych z historiami męczeństwa i relikwii, które świadczą o wycierpianych mękach. W 1985 uczęszczała na kurs udzielania pierwszej pomocy, kurs ratownictwa medycznego, gdzie studiuje ciało w relacji z chorobą, traumą.
W latach osiemdziesiątych XX w. Kiki Smith wystawiała swoje prace przeważnie na wystawach kolektywnych, poza tradycyjnym systemem galerii aż do momentu otrzymania pierwszych zaproszeń od muzeów takich, jak Whitney czy Moderna Museet w 1985. Jej pierwsza wystawa indywidualna odbyła się w Fawbush w 1988, w 1990 artystka wystawiła w Project Room w MoMA.
W 1991 Kiki Smith przedstawiła na Biennale w Whitney dwie rzeźby woskowe wielkości naturalnej: mężczyzna i kobieta, obydwoje naznaczeni białą linią – sperma na nodze mężczyzny, mleko z piersi kobiety. Praca ta przypomina nam materię, z której zostaliśmy stworzeni, trudności utrzymania ciała i jego fluidów pod kontrolą, zużycie biologiczne.
W 1992 Kiki Smith wystawiała w Moderna Museet w Sztokholmie, w 1993 brała udział w „Aperto93” (Biennale w Wenecji) i znowu na Biennale Whitney, w 1994 była w „Cocido y Crudo” w Reina Sofia w Madrycie. W 1995 miała kolejną indywidualną wystawę w Whitechapel w Londynie, w 1998 w Muzeum Sztuki Nowoczesnej w Dublinie. W ostatnich pracach uwagę artystki przyciągnął fakt eksploracji doświadczeń między człowiekiem a naturą, relacje między ciałem a światem, który go otacza, aspekty ciała, które odrzucamy, elementy, których nie chcemy, jak mocz, kał, obrzydzenie własną fizjologią. Na jesień 1999 galeria nowojorska Pace Wildenstein wystawiła jej indywidualną kolekcję „Of her Nature”. Od października 1999 do stycznia 2000 wystawiła w Muzeum Sztuki Współczesnej w Saint Louis serię rysunków i druków zwierząt, kwiatów, sylwetek, jak np. „Memento Mori”. Sztuka Kiki Smith przedstawia „to, co jest nieobecne”.
W jej twórczości, w różnych mediach, częstymi tematami są: zwierzęta, rośliny, ciało (często z obszaru tak zwanej kobiecej ikonografii). Posługuje się rysunkiem realistycznym i formami bliskimi ilustracji, czasem tworzącymi rodzaj opowiadania, „historii”, „bajki”. Prace jej charakteryzuje zawsze rzemieślnicza precyzja.